# Ітан Гоук
Ітан Ґрін Гоук (англ. Ethan Green Hawke, | ˈiːθən ˈɡriːn ˈhɒk |, нар. 6 листопада 1970, Остін, Техас) — американський актор та літератор.

## Біографія
Батьки Ітана розлучилися незабаром після його народження. Після нового шлюбу матері Ітана сім'я переселилася до Принстона.
Ітан вперше з'явився перед камерою у віці 14 років у науково-фантастичному фільмі «Дослідники». Справжній акторський прорив чекав його у 1988 році у фільмі «Товариство мертвих поетів», за яким пішли інші численні кінороботи. Його роль у фільмі «Тренувальний день» у 2001 році удостоїлася номінації на премію «Оскар» за роль другого плану. 2004 року Гоук разом зі своїми співавторами номінувався на премію «Оскар» за найкращий сценарій до фільму «Перед заходом сонця». У картині «Челсі Воллс», яку було продемонстровано у 2001 році на Каннському кінофестівалі, і в екранізації власного роману «Найспекотніший штат» Ітан Гоук також виступив у ролі режисера.
Гоук має хорошу сценічну освіту. У Принстоні він навчався акторської майстерності у знаменитому Театрі Маккартера, відвідував акторські курси при Британській театральній асоціації в Англії та Університет Карнегі-Меллоуна в Піттсбурзі. Він є одним із засновників театральної трупи «Malaparte» і є її художнім керівником.
У літературі Гоук успішно дебютував у 1996 з романом «Найспекотніший штат», який розповідає про любовну історію двох молодих інтелектуалів з Нью-Йорку в 90-ті роки. Його другий роман — «Попільна середа» — вийшов у 2003 році.
На зйомках фільму «Ґаттака» Ітан Гоук познайомився з Умою Турман, з якою одружився 1 травня 1998 року. Пара розлучилася в 2005. Від шлюбу з Турман у Гоука двоє дітей: дочка Мая Рей (нар. 8 липня 1998 року) і син Левон Роан (нар. 15 січня 2002 року). Тепер актор має іншу дружину — Раяну, яка раніше працювала у Гоука нянею його дітей. У них уже є дочка Клементина, а нещодавно народилася Індіана.

## Фільмографія

### Режисер, сценарист, продюсер
| Рік  | Назва                 | Режисер | Сценарист | Продюсер   |
| ---- | --------------------- | ------- | --------- | ---------- |
| 1993 | Straight to One (к/ф) | Так     | Так       | Так        |
| 2001 | Стіни Челсі           | Так     | Ні        | Ні         |
| 2004 | Перед заходом сонця   | Ні      | Так       | Ні         |
| 2006 | Найспекотніший штат   | Так     | Так       | Ні         |
| 2013 | Перед північчю        | Ні      | Так       | Ні         |
| 2018 | Блейз                 | Так     | Так       | Так        |
| 2020 | Птах доброго Господа  | Ні      | Так       | Виконавчий |
| 2023 | Дика кішка            | Так     | Так       | Так        |

### Актор
| Рік       |     | Українська назва               | Оригінальна назва                           | Роль                                            |
| --------- | --- | ------------------------------ | ------------------------------------------- | ----------------------------------------------- |
| 1985      | ф   | Дослідники                     | Explorers                                   | Бен Крендалл                                    |
| 1988      | кф  | Лігво Лева                     | Lion's Den                                  | Кріс                                            |
| 1989      | ф   | Товариство мертвих поетів      | Dead Poets Society                          | Тод Ендерсон                                    |
| 1989      | ф   | Батько                         | Dad                                         | Біллі Тремонт                                   |
| 1991      | ф   | Біле Ікло                      | White Fang                                  | Джек Конрой                                     |
| 1991      | ф   | Загадкове побачення            | Mystery Date                                | Том МакГ'ю                                      |
| 1992      | ф   | Водна земля                    | Waterland                                   | Метью Прайс                                     |
| 1992      | ф   | Північний відбій               | A Midnight Clear                            | Вілл Нотт                                       |
| 1992      | ф   | Багатство в коханні            | Rich in Love                                | Вейн Фробінісс                                  |
| 1993      | ф   | Живі: Чудо Анд                 | Alive                                       | Нандо Паррадо                                   |
| 1994      | ф   | Телевікторина                  | Quiz Show                                   | студент                                         |
| 1994      | ф   | Реальність кусається           | Reality Bites                               | Трой Дайєр                                      |
| 1994      | ф   | Плутанина                      | Floundering                                 | Джиммі                                          |
| 1994      | ф   | Біле ікло 2                    | White Fang 2: Myth of the White Wolf        | Джек Конрой (камео)                             |
| 1995      | ф   | До сходу сонця                 | Before Sunrise                              | Джессі Уоллес                                   |
| 1995      | ф   | Знайти та знищити              | Search and Destroy                          | Роджер                                          |
| 1997      | ф   | Ґаттака                        | Gattaca                                     | Вінсент Фрімен                                  |
| 1998      | ф   | Великі надії                   | Great Expectations                          | Фіннеган «Фінн» Белл                            |
| 1998      | ф   | Брати Ньютони                  | The Newton Boys                             | Джесс Ньютон                                    |
| 1998      | ф   | Швидкісний Гарі                | The Velocity of Gary                        | Нет                                             |
| 1999      | ф   | Король Джо                     | Joe the King                                | Лен Коулз                                       |
| 1999      | ф   | Засніжені кедри                | Snow Falling on Cedars                      | Ізмаїл Чемберс                                  |
| 2000      | ф   | Гамлет                         | Hamlet                                      | Гамлет                                          |
| 2001      | ф   | Пробудження життя              | Waking Life                                 | Джеcсі                                          |
| 2001      | ф   | Плівка                         | Tape                                        | Вінс                                            |
| 2001      | ф   | Тренувальний день              | Training Day                                | Джейк Хойт                                      |
| 2001      | ф   | Стіни Челсі                    | Chelsea Walls                               | Сем                                             |
| 2001      | ф   | Шоу Джиммі                     | The Jimmy Show                              | Рей                                             |
| 2003      | с   | Шпигунка                       | Alias                                       | Джеймс Леннокс (епізод «Double Agent»)          |
| 2004      | ф   | Забираючи життя                | Taking Lives                                | Джеймс Коста                                    |
| 2004      | ф   | Перед заходом сонця            | Before Sunset                               | Джессі Уоллес                                   |
| 2005      | ф   | Напад на 13-ту дільницю        | Assault on Precinct 13                      | сержант Джейк Ронік                             |
| 2005      | ф   | Збройний барон                 | Lord of War                                 | Джек Валентайн                                  |
| 2005      | ф   | І останнє...                   | One Last Thing...                           | Ерл Джеймісон                                   |
| 2006      | ф   | Найспекотніший штат            | The Hottest State                           | Вінс                                            |
| 2006      | ф   | Нація фастфуду                 | Fast Food Nation                            | Піт                                             |
| 2007      | мс  | Робоцип                        | Robot Chicken                               | Godzilla Junior (епізод «Squaw Bury Shortcake») |
| 2007      | ф   | Ігри диявола                   | Before the Devil Knows You're Dead          | Генк Генсон                                     |
| 2008      | ф   | Що тебе не вбиває              | What Doesn't Kill You                       | Полі Макдуґлан                                  |
| 2008      | док | Челсі з льодом                 | Chelsea on the Rocks                        | в ролі себе                                     |
| 2008      | ф   | Нью-Йорку, я люблю тебе        | New York, I Love You                        | письменник                                      |
| 2009      | ф   | Бруклінські копи               | Brooklyn 's Finest                          | Сальваторе «Сал» Просіда                        |
| 2009      | ф   | Воїни світла                   | Daybreakers                                 | Едвард Далтон                                   |
| 2009      | ф   | Стейтен-Айленд                 | Staten Island                               | «Саллі» Халверсон                               |
| 2011      | ф   | Жінка з П'ятого округу         | The Woman in the Fifth                      | Том Рікс                                        |
| 2012      | ф   | Згадати все                    | Total Recall                                | Карл Хаузер (реж. версія)                       |
| 2012      | ф   | Сіністер                       | Sinister                                    | Еллісон Освальт                                 |
| 2013      | ф   | Перед північчю                 | Before Midnight                             | Джессі                                          |
| 2013      | ф   | Чистка                         | The Purge                                   | Джеймс Сендін                                   |
| 2013      | ф   | Втеча                          | Getaway                                     | Брент Магна                                     |
| 2014      | ф   | Юність                         | Boyhood                                     | Джеймс Сендін                                   |
| 2014      | ф   | Призначення                    | Predestination                              | агент Доу                                       |
| 2014      | ф   | Цимбелін                       | Cymbeline                                   | Яким                                            |
| 2014      | ф   | Хороше вбивство                | Good Kill                                   | Томас Іґан                                      |
| 2015      | ф   | Десять тисяч святих            | Ten Thousand Saints                         | Лес Кеффі                                       |
| 2015      | ф   | План Меггі                     | Maggie's Plan                               | Джон Хардінг                                    |
| 2015      | ф   | Народжений сумувати            | Born to Be Blue                             | Чет Бейкер                                      |
| 2015      | ф   | Затемнення                     | Regression                                  | детектив Брюс Кеннер                            |
| 2016      | ф   | У долині насильства            | In a Valley of Violence                     | Пол                                             |
| 2016      | ф   | Моді                           | Maudie                                      | Еверетт Льюїс                                   |
| 2016      | кф  | Вторгнення!                    | Invasion!                                   | Космос (голос)                                  |
| 2016      | ф   | Чудова сімка                   | The Magnificent Seven                       | Гуднайт Робішо                                  |
| 2017      | ф   | Валеріан і місто тисячі планет | Valerian and the City of a Thousand Planets | Джоллі                                          |
| 2017      | ф   | Витоки Реформатства            | First Reformed                              | преподобний Ернст Толлер                        |
| 2017      | ф   | 24 години на життя             | 24 Hours to Live                            | Тревіс Конрад                                   |
| 2017      | ф   | Темрява                        | Dark                                        | оповідач                                        |
| 2018      | ф   | Гола Джульєтта                 | Juliet, Naked                               | Такер Кроу                                      |
| 2018      | ф   | Блейз                          | Blaze                                       | ді-джей на радіо                                |
| 2018      | ф   | Стокгольмський синдром         | Stockholm                                   | Кай Ганссон / Ларс Нюстрем                      |
| 2019      | ф   | Біллі Кід                      | The Kid                                     | Пет Гаррет                                      |
| 2019      | ф   | Слідкуй За Дорогою             | Adopt a Highway                             | Рассел Міллінґс                                 |
| 2019      | ф   | Правда                         | La Vérité                                   | Хенк                                            |
| 2019      | с   | Судна ніч                      | The Purge                                   | Джеймс Сендін (епізод «7:01am»)                 |
| 2020      | ф   | Тесла                          | Tesla                                       | Нікола Тесла                                    |
| 2020      | ф   | Місто головорізів              | Cut Throat City                             | Джексон Сімс                                    |
| 2020      | с   | Птах доброго Господа           | The Good Lord Bird                          | Джон Браун (7 епізодів)                         |
| 2021      | ф   | Нулі та одиниці                | Zeros and Ones                              | Джей-Джей                                       |
| 2021      | ф   | Винний                         | The Guilty                                  | Білл Міллер (голос)                             |
| 2021      | ф   | Чорний телефон                 | The Black Phone                             | Хапач                                           |
| 2022      | ф   | Варяг                          | The Northman                                | Аурванділь                                      |
| 2022      | с   | Місячний лицар                 | Moon Knight                                 | Артур Гарроу (6 епізодів)                       |
| 2022—2024 | мс  | Бетколеса                      | Batwheels                                   | Бетмен (20 епізодів)                            |
| 2022      | ф   | Ножі наголо: Скляна цибуля     | Glass Onion: A Knives Out Mystery           | асистент                                        |
| 2022      | ф   | Реймонд і Рей                  | Raymond and Ray                             | Рей                                             |
| 2023      | с   | Пси з резервації               | Reservation Dogs                            | Рік Міллер (епізод «Elora's Dad»)               |
| 2023      | кф  | Дивний спосіб життя            | Strange Way of Life                         | шериф Джейк                                     |
| 2023      | ф   | Ілюзія безпеки                 | Leave The World Behind                      | Клей Сендфорд                                   |
| 2025      | ф   | Блакитний місяць               | Blue Moon                                   | Лоренц Гарт                                     |
| 2025      | ф   | Чорний телефон 2               | The Black Phone 2                           | Хапач                                           |

## Романи
- «Найспекотніший штат» (The Hottest State), 1996
- «Попільна середа» (Ash Wednesday), 2002